# Beek en Donk
Beek en Donk – miasto w prowincji Brabancja Północna, w gminie Laarbeek w Holandii. W 2009 roku liczyła sobie 9 770 mieszkańców. Jest stolicą gminy, do 1 stycznia 1997 roku miasto było samodzielną gminą.
Przez miasto przechodzą trzy drogi prowincjonalne: N272, N279 oraz N615.
W mieście znajduje się stara wieża jest pozostałością kościoła zbudowanego około 1400 roku. W 1809 roku nawy zostały rozebrane po tym jak się wcześniej zawaliły. W latach 60' XX wieku wieżę odrestaurowano. W 1935 roku zbudowano kościół św. Marcina, który zaprojektował Hendrik Willem Valk. W Beek en Donk znajduje się także Heuvelplein. Jest to nastrojowy, trójkątny plac, przy którym stoi budynek starego ratusza i Klasztor Siedmiu Sióstr. Przy drodze do Gemert znajduje się Zamek Eikenlust, który od pokoleń należy do rodziny De Jongów. W 1897 roku otwarto neogotycki kościół św. Leonarda
Miasto leży nad rzeką Aa.

## Galeria

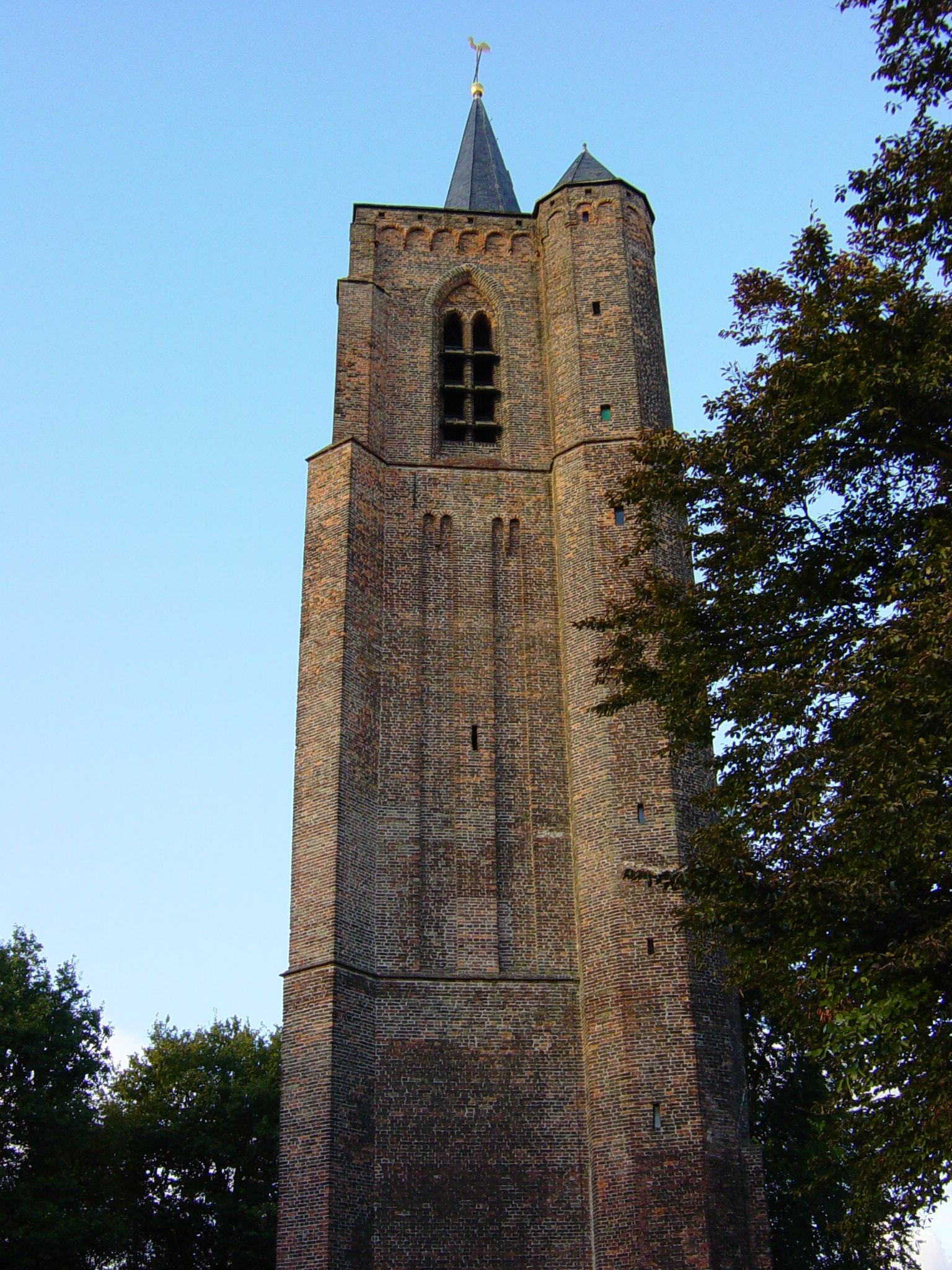
Stara wieża
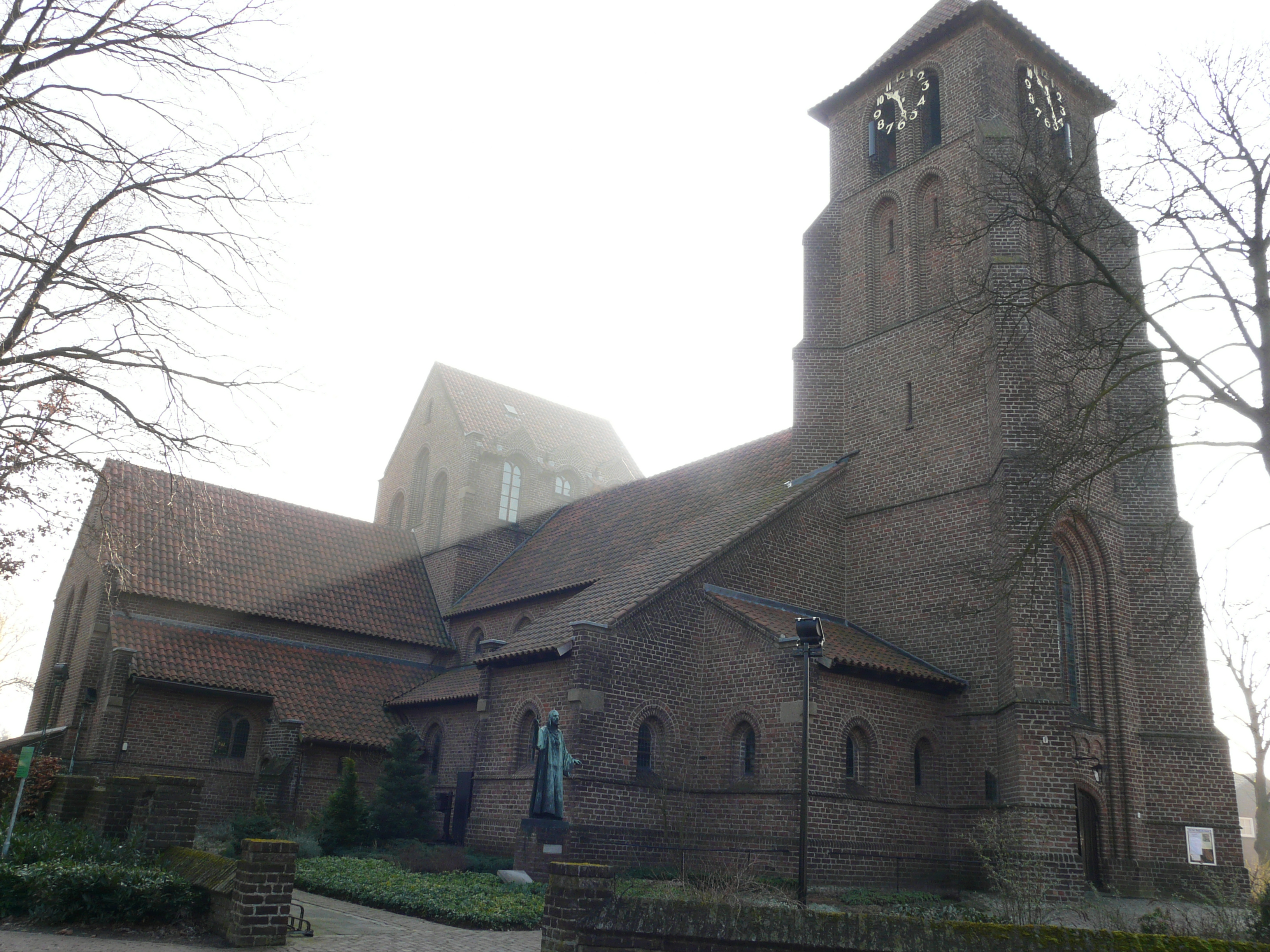
Kościół św. Marcina
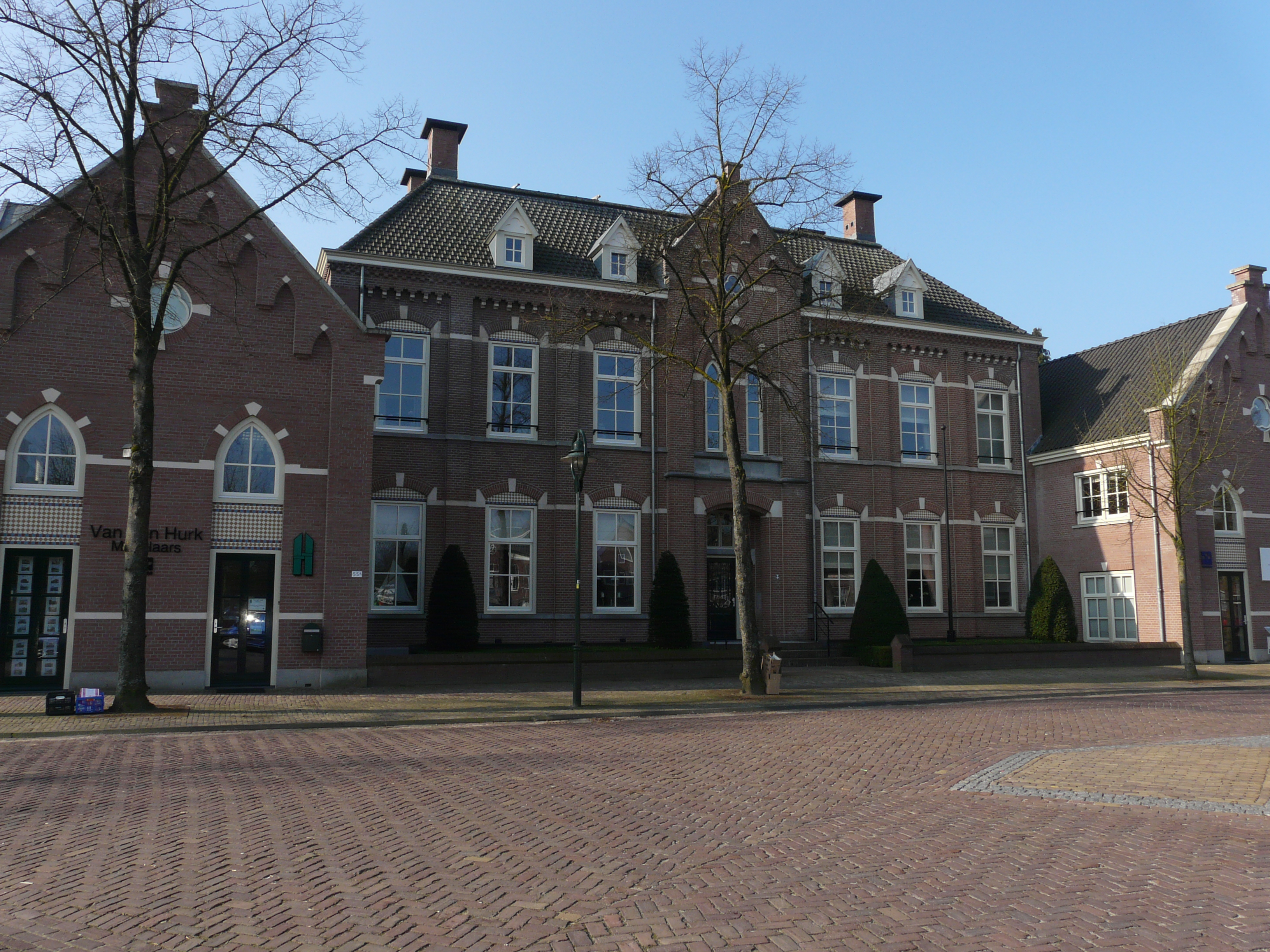
Heuvelplein
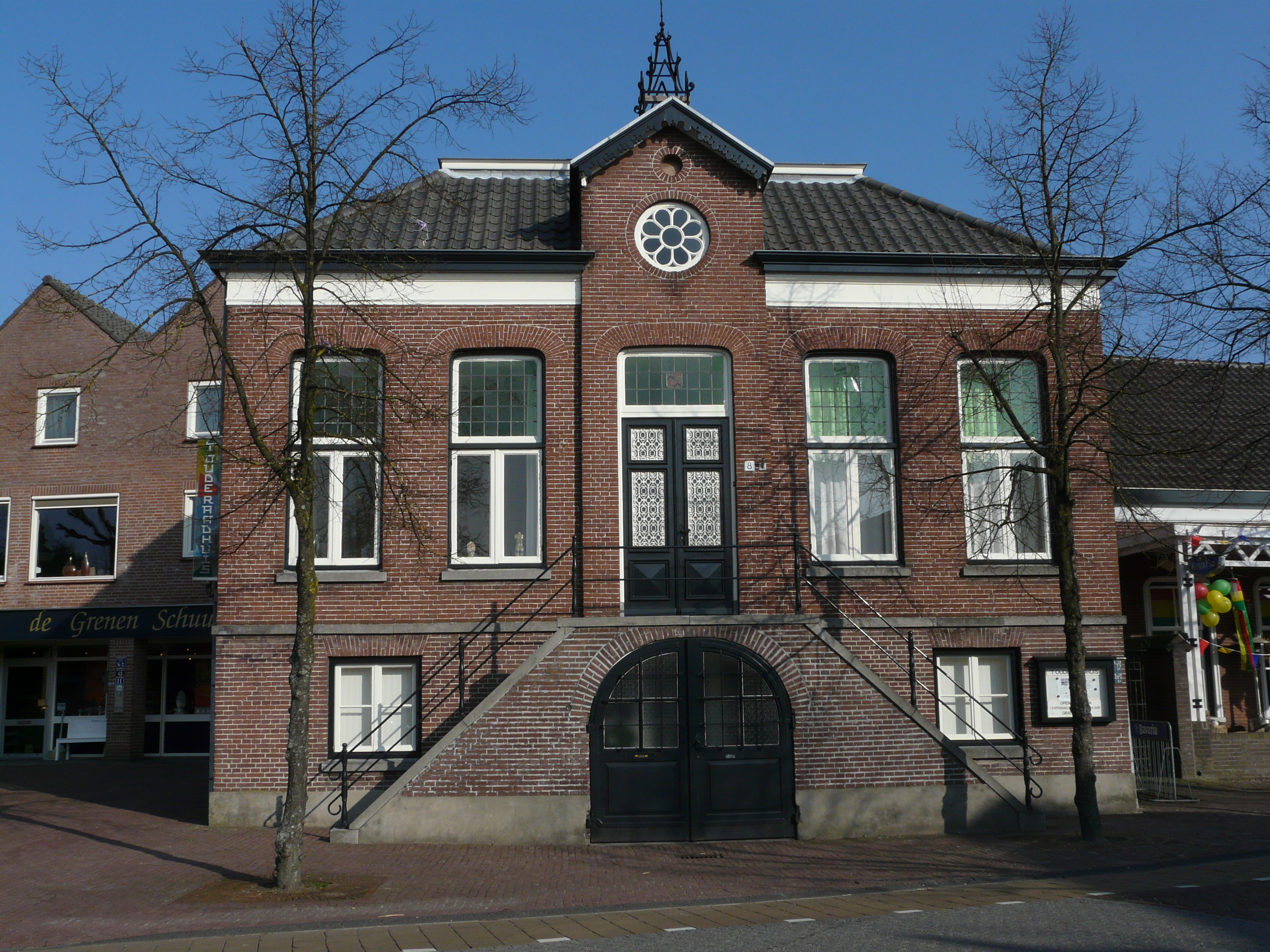
Stary ratusz
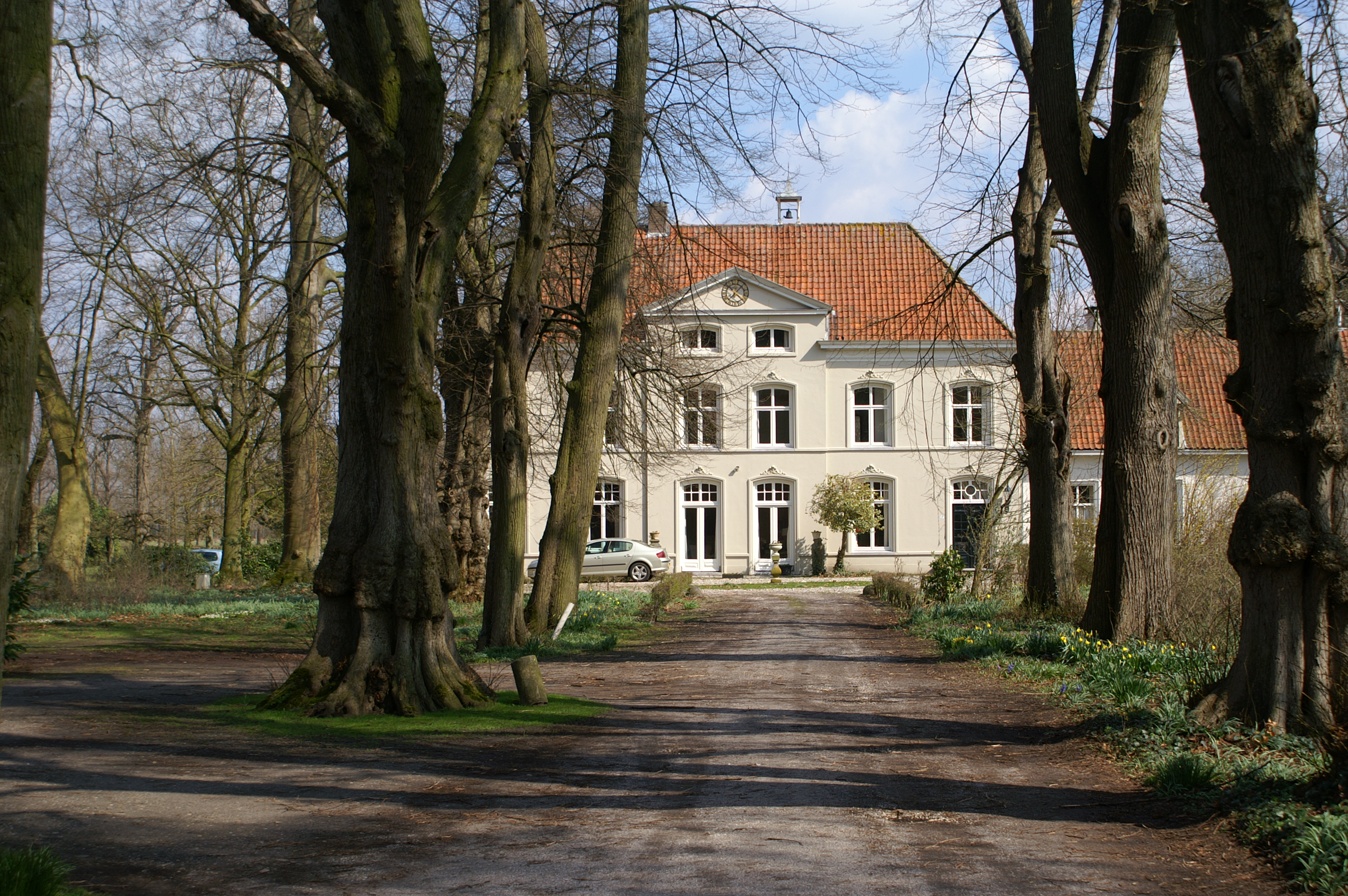
Zamek Eikenlust